# جاك كيرلي (كاتب)
جاك كيرلي (بالإنجليزية: Jack Kerley)‏ (6 ديسمبر 1951، نيوبورت في الولايات المتحدة)؛ روائي أمريكي.